# Vladimir Maminov
Vladimir Aleksandrovič Maminov (in russo Владимир Александрович Маминов?, traslitterazione anglosassone: Vladimir Aleksandrovich Maminov; Mosca, 4 settembre 1974) è un allenatore di calcio ed ex calciatore russo naturalizzato uzbeko, di ruolo centrocampista.

## Carriera
Dal 1992 al 2008 ha giocato solo con il Lokomotiv Mosca, segnando 31 gol in 400 partite.
Ha giocato 12 partite segnando 3 reti con la Nazionale uzbeka.
Nel 2009 è stato temporaneamente allenatore del Lokomotiv Mosca, sostituendo Rašid Rachimov.

## Palmarès
- Campionato russo: 2

Lokomotiv Mosca: 2002, 2004
- Coppa di Russia: 5

Lokomotiv Mosca: 1995-1996, 1996-1997, 1999-2000, 2000-2001, 2006-2007
- Supercoppa di Russia: 2

Lokomotiv Mosca: 2003, 2005